# Vernon Township (Dubuque County, Iowa)
Die Vernon Township ist eine von 17 Townships im Dubuque County im Osten des US-amerikanischen Bundesstaates Iowa.

## Geografie
Die Vernon Township liegt im Osten von Iowa am südwestlichen Stadtrand Dubuque, dem am Iowa von Illinois trennenden Mississippi gelegenen Zentrum der Region.
Die Vernon Township liegt auf 42°25′52″ nördlicher Breite und 90°50′26″ westlicher Länge. Die Township erstreckt sich über 94,3 km².
Die Vernon Township liegt im südlichen Zentrum des Dubuque County und grenzt im Norden an die Center Township, im Nordosten an die Stadt Dubuque, im Osten an die Table Mound Township, im Südosten an die Washington Township, im Süden an die Prairie Creek Township, im Südwesten an die Whitewater Township, im Westen an die Taylor Township und im Nordwesten an die Iowa Township.

## Verkehr
Durch die Township verläuft in Ost-West-Richtung der zum Freeway ausgebaute U.S. Highway 20, der die kürzeste Verbindung von Waterloo nach Dubuque bildet. Daneben gibt es innerhalb der Township County Roads und zum Teil unbefestigte weiter untergeordnete Straßen.
Durch den Norden der Center Township Vernon eine Eisenbahnstrecke der Canadian National Railway, die von Chicago über Dubuque nach Westen führt.
Die nächstgelegenen Flugplätze sind der Dubuque Regional Airport (rund 20 km östlich) und der Monticello Regional Airport (rund 40 km südwestlich).

## Bevölkerung
Bei der Volkszählung im Jahr 2010 hatte die Township 3072 Einwohner. In der Vernon Township gibt es neben Streubesiedlung zwei Orte, die beide über den Status „City“ verfügen:
- Centralia1
- Peosta

1 – überwiegend in der Center Township